# Піркл Дмитро Олександрович
Піркл Дмитро Олександрович (1968, Дніпропетровськ) — український громадський та культурний діяч, учасник Революції Гідності, поранений під час подій на вулиці Грушевського 18 січня 2014 року, медальєр, збирач старовини, краєзнавець та благодійник. Автор і фундатор проєкту «Іноземні інвестиції в Україні. Кінець ХІХ початок ХХ ст.».

## Біографія
Дмитро Піркл народився у 1968 році в Дніпропетровську. Отримав спеціальність металурга. Працював на металургійному заводі ім. Петровського. Згодом зайнявся приватним підприємництвом.
До анексії Криму Росією був співвласником підприємства з виробництва борошна із деревини для фільтрів кримського заводу «Титан». З 2006 року активно співпрацює з багатьма провідними музеями України як музейний донатор.
У 2006 році разом з Ігорем Лук'яновим розробив проект пам'ятної медалі до 230-річчя Дніпропетровська. Відтоді Дмитро Піркл захопився створенням монетовидних медалей. Почав активно розшукувати необхідні матеріали, вивчав гравюру. Задум у металі втілював головний скульптор Монетного двору Роман Чайковський.

## Меценатська діяльність

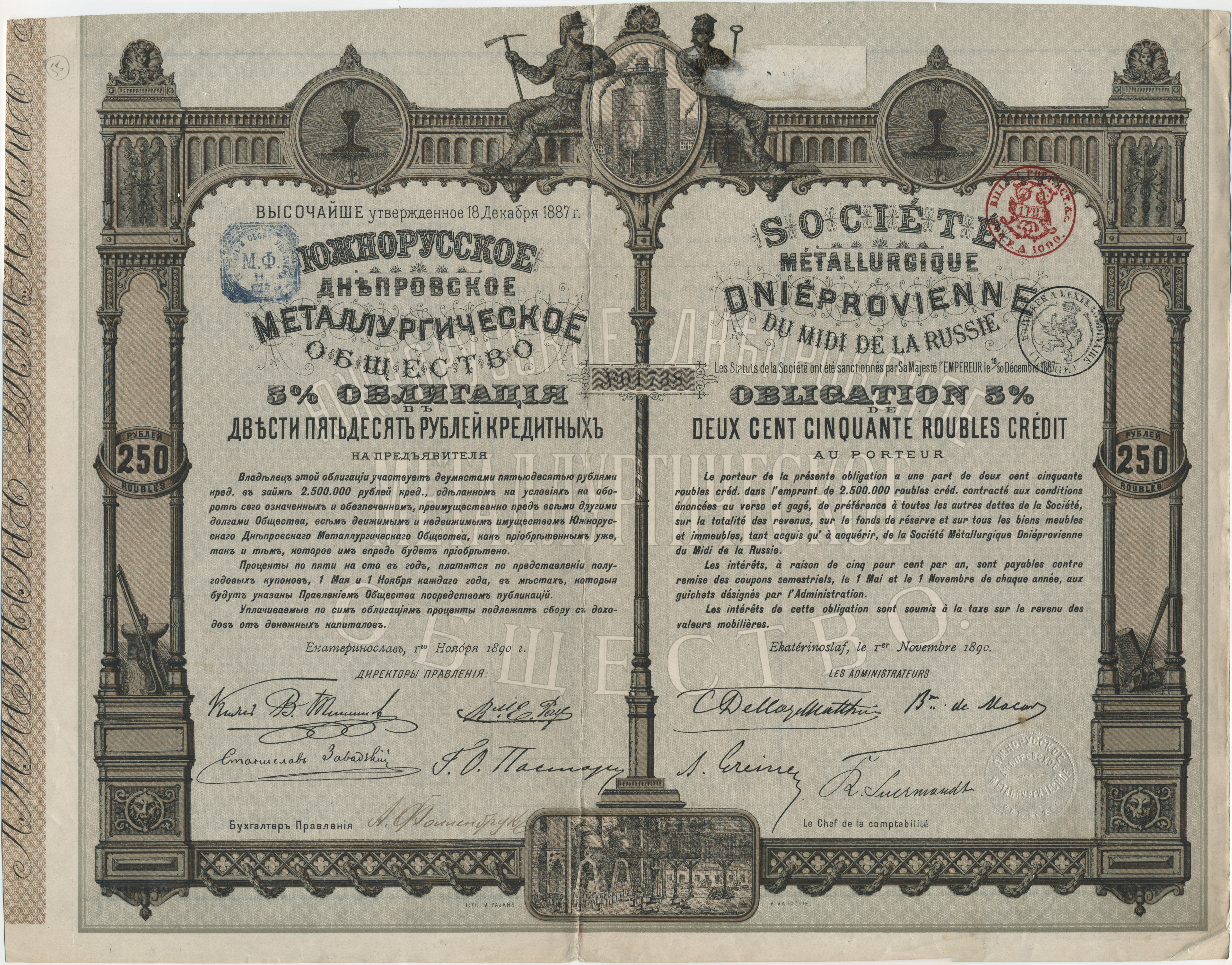
Облігація «Южнорусское Днепровское Металлургическое Общество»

Як музейний донатор співпрацює з 20 провідними музеями України та Українського музею в Нью-Йорку. Входить до наукової ради Донецького обласного музею.
Завдяки подарункам мецената Піркла у 2011—2015 рр. Дніпропетровський національний історичний музей ім. Д. І. Яворницького укомплектував колекцію цінних паперів — 191 акція і облігація на Акціонерні товариства підприємств гірничо-видобувної, металургійної та інших галузей промисловості Катеринославської губернії, Донецько-Криворізького залізо-вугільного басейну. Завдяки формуванню колекції цінних паперів у квітні 2012 р. вдалося створити виставку в Посольстві України в Бельгії(Брюссель) про українсько-бельгійські відносини в ХІХ-ХХ ст., видати буклет цієї виставки, що сприяло розвитку взаємин України й Бельгії на сучасному етапі.
Дмитро Піркл подарував до фондів Дніпропетровського національного історичного музею ім. Д. І. Яворницького майже 500 цінних історичних пам'яток. Серед них: 2 золоті, 104 срібні, 31 нейзильберові ювілейні та пам'ятні монети України; 12 срібних пам'ятних медалей до 20-річчя незалежності України із серії «Україна козацька земля», срібний пам'ятний знак «Україна — центр Європи», срібна сувенірна плакета «Євпраксія Всеволодівна — королева Германії», золота пам'ятна медаль «Роксолана», мідна ікона ХІХ ст., а також раритетні фотографії, поштові листівки, цінні папери, карти та гравюри XVII-ХІХ ст.
Цінні матеріали були передані Дмитром Пірклом, як учасником Революції Гідності, про події на Майдані в Києві 2013—2014 рр. (листівки, плакати, особисті речі, предмети учасників Майдану), які у вересні – грудні 2015 р. експонувалися на виставці в залі № 9  Дніпропетровського національного історичного музею ім. Д. І. Яворницького.
Крім того до наукової бібліотеки музею ним подаровані букіністичні цінні книги, брошюри з музеєзнавчої та історичної тематики.

## Медальєрство
Започаткований Дмитром Пірклом проект «Україна козацька земля» втілюється в життя за участю наукових співробітників (Ю. Осадча, О. Старік) і художника-оформлювача музею (Ю. М. Малієнко). Медалі викарбовані на Київському монетному дворі (скульптор Роман Чайковський).
Як медальєр Піркл Дмитро вже багато років працює в галузі дизайну монетоподібних медалей та пам'ятних плакеток, присвячених видатним подіям та особистостям в історії України. Піркл ніколи не повторюється у композиційних підходах при розкритті того чи іншого образу, намагаючись розкрити внутрішній світ своїх героїв, інколи досить складний та суперечливий (медаль «Роксолана», плакетка «Євпраксія»).
Значно більшої свободи виразу митець досягає у портретах гетьманів, створивши серію медалей, присвяченим видатним гетьманам України (Б. Хмельницький, П. Тетеря, І. Виговський, М. Дорошенко, І. Мазепа, П. Дорошенко, П. Полуботок, П. Сагайдачний, П. Орлик, І. Скоропадський, І. Брюховецький, Д. Апостол).
У 2013 році Дмитро Піркл разом з Романом Чайковським розробив та презентував ювілейну монету до 140-річчя гетьмана Павла Скоропадського.
У жовтні 2015 року у Києві відбулася презентація пам'ятної медалі на пошану Князю Київському «Володимиру Святославовичу».
Також є вільні, однак композиційно і стильно вивірені твори, тло яких перетворюється у символічну композицію (медаль «20 років незалежності України», медаль «230 років Дніпропетровську», плакетка «Україна – географічний центр Європи»).
Піркл Дмитро вже багато років працює  з Монетним двором НБУ в галузі дизайну монетоподібних медалей, жетонів та плакеток, присвячених видатним подіям та особистостям в історії України. За цей час разом з головним скульптором Монетного двору було створено багато виробів з дорогоцінних металів, три з яких отримали відзнаки міжнародних виставок.

## Співпраця з музеями
Підприємець Піркл подарував цінні пам'ятки не тільки до фондів Дніпропетровського національного історичного музею, а також до фондів Запорізького обласного краєзнавчого музею, Скарбниці Національного музею історії України у Києві, Львівського історичного музею, Музею Івана Гончара у Києві, Українського музею у Нью-Йорку — сувенірний пам'ятний знак «Україна — центр Європи», Національного заповідника «Хортиця» та Національного історико-культурного заповідника «Чигирин» — срібні медалі, присвячені гетьманам України.
У 2012 році Дмитро Піркл подарував Українському католицькому університету унікальну карту 1720 року, авторства Анрі Шатлена.
У вересні 2015 року Дмитро Піркл зробив дарчий внесок до колекції музею. Це «CARTE DU FIGARO Panorama du Theatre de la Guerre» (Карта Фігаро, Панорама театру війни). Остання чверть ХІХ ст. Автор або виробник: «Grimoin G.; Lith. F. Appel. Cartographe. Paris». Карта на паперовій основі, прямокутної форми. На ній зображено театр воєнних дій російсько-турецької війни 1877—1878 рр., територія навколо басейнів Чорного та Середземного морів. На карті позначені: російські та турецькі фортеці, військові порти, залізничні шляхи, територія Катеринославської губернії з містами: Катеринослав, Новомосковськ, Нікополь (вказані не точно).
Для виставки «Голокост», експонованої в Національному музеї історії України у Другій світовій війні, благодійник Дмитро Піркл передав документи юденратів м. Львова. А загалом від 2015 року він поповнив фондозбірню Меморіалу більш ніж на 1 тис. артефактів періоду Другої світової війни, що ввійшли до державної частини Музейного фонду України. Результатом активної співпраці стала також реалізація спільних просвітницько-виставкових проєктів, спрямованих на виховання молодої генерації українців у дусі національних традицій.